# グランツーリスモ

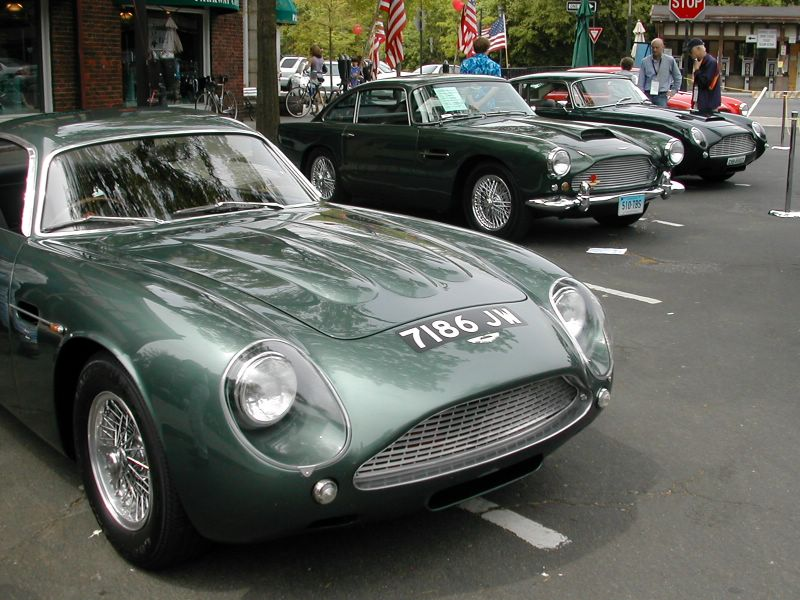
アストンマーティンの各車
手前より DB4 GT ザガート、DB4、DB5

グランツーリスモ（イタリア語: Gran Turismo）は、自動車のカテゴリの一つである。フランス語ではボワチュールドグランツーリスム（Voiture de Grand Tourisme）、英語ではグランドツーリングカー（Grand Touring Car）、ドイツ語ではグランツーリズムヴァーゲン（Grand-Tourisme-Wagen）。略語は GT。日本語では「グラントゥーリズモ」とも表記される。

## 概要
本来、グランツーリスモの位置づけは長距離ドライブに適う高いパフォーマンス及び高いラグジュアリー性を有する車種だった。しかしながら、過去のヨーロッパでの自動車レースにおいて過激な性能競争を避けるため、参加車両規定を当初のレース専用車両から一般の箱型高性能ロードカーベースへ変更することが多く行われた経緯により、GT＝レースにも参加する高性能車種 もしくは すぐれた走行性能を持つロードカーという新たなコンセプトが、自動車メーカーの販売政策・宣伝共にマッチしたことにより定着することになった。
Gran Turismo のイタリア語での発音は[gran tuˈrizmo] グラン・トゥリーズモ、英語での発音は[grɑːn tuəˈrizmou] グラーン・トゥァリズモウ。また、以下のように Gran Turismo をそれぞれの言語に訳した言葉も用いられる。
- 英語: Grand Tourer グランドゥ・トゥァラー
- フランス語: Grand Tourisme グラントゥーリスム

「大旅行＝グランド・ツーリング」と言う意味から派生し、元来は大旅行に使える高速での長距離走行に適した自動車を指していた。明確な定義はないが、近年GTと呼ばれる（あるいは名付けられる）車の傾向としてはセダンかクーペタイプで、出力の大きめなエンジンを搭載し、快適なキャビンと大旅行に十分なラゲッジスペースを備えていることが多い。
スポーツカーの定義を巡って交わされるスポーツカー論争において、典型的なスポーツカーからは外されるタイプの車がGTにカテゴライズされることがある。スポーツカー論争では、速度や運動性能にまつわる、車重、車高、駆動輪、トランスミッション形式、サスペンション形式、車体剛性やドア枚数、乗車人数などさまざまな条件が議論に取り上げられる。しかしGTという呼称に関しては蔑んだニュアンスが含まれていないこともあり、それほど微に入り細を穿った議論はなく、「長距離走行に向いたスポーティーなセダン・クーペ」といった程度の印象で多くの人が納得するものと考えられる。
また「グランドツアラー」と呼ぶか「GT」と呼ぶかでも印象が異なる。「グランドツアラー」は本来の意味で用いられるが、GTはGT-Rや2000GTなどのスーパーカーにも用いられていることから、スポーツカーの印象を与えることも多い。

## 語源
19世紀のイギリスでは、貴族階級などの裕福な家庭の子女は自宅へ家庭教師を呼び、教養や道徳などを学ぶことが一般的であった。こうした教育課程の最終段階として、欧州への2 - 3年に及ぶ長期の旅行を行うことがあり、こうしたいわば長期の海外修学旅行をGrand Tour（グランドツアー、イタリア語表記は Gran Turismo ）と呼んだ。
なお、Gran Turismo で使用された当時の馬車は当然長期の旅行に耐えるものであり、フランスやイタリアの製作工房（カロッツェリア）のものが多用された。
こうした背景から本来のグラントゥーリズモとしては、アストンマーティンの各車やマセラティ・グランスポルト／グラントゥーリズモなどがあたるが、現代の日本では憧れから異なる使われ方をしていることも事実である。

## モータースポーツ
国際自動車連盟（FIA）や日本自動車連盟（JAF）は、2シーターまたは2＋2シーターのクーペのことを「グランドツーリングカー」（GTカー）と定義している。
ただし実際には改造範囲がせまく市販車に近い、安価なクーペのレーシングカー（86/BRZレースなど）はGTとは呼ばない傾向がある。逆に日本で最も人気のあるGTレースのSUPER GTでは、4ドア／5ドアセダンのプリウスやマークXもGTカーの一種となっており、自動車の形状以上に改造の規模の大きさやプロフェッショナルレース級の戦闘力を持っているかどうかが、GTと呼ぶかどうかの違いとなっている。
特殊な例としては、なおドイツツーリングカー選手権（DTM）とSUPER GT GT500で用いられている『クラス1』規定がある。これらはSUPER GTではGTカーと称されるが、DTMを語る上ではGTカーと呼ばれることはまずない。また1990年代のFIAには『GT1』規定が存在したが、これは事実上のプロトタイプ規定であった。
ル・マン24時間・デイトナ24時間のようなプロトタイプによるレースの多くはGTカーとの混走であり、こうしたGTカーを用いたレースを「スポーツカーレース」と呼ぶ。

### 現存するGT規定
- GT500
- JAF-GT
  - マザーシャシー
- LM-GTE
- グループGT2
- グループGT3
- グループGT4
- グループR-GT

### かつて存在したGT規定
- グループGT1
- LM-GT1

## 日本における「GT」の解釈

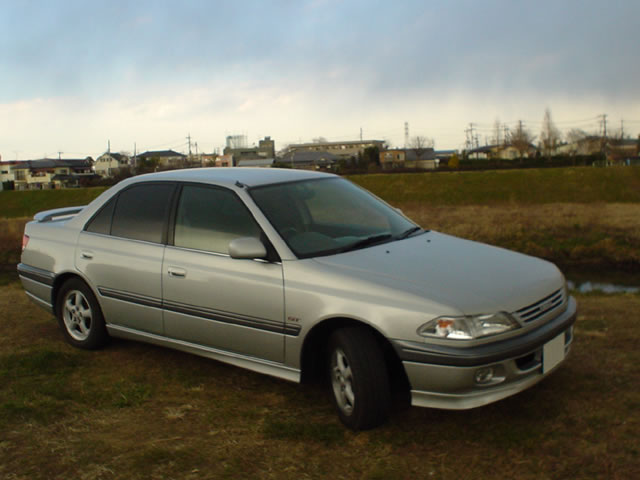
トヨタ・カリーナGT（AT210前期型）

日本で最初に「GT」の称号が与えられたのは、1964年（昭和39年）4月に登場したいすゞ・ベレットGT。翌5月には、モータースポーツのホモロゲーション獲得用にプリンス・スカイラインGTが少量生産。こちらはセダンGTの先駆けとなり、当時東京新聞記者だった三本和彦は「羊の皮を被った狼」と評した。
かつては、日産が比較的小型なボディーに強力な2,000cc 6気筒を積んだスポーティーモデルのスカイラインをGTと称し、トヨタは強力なDOHC（ツインカム）エンジンを搭載した各モデルのホットバージョン（ただしトヨタ・2000GT以外はすべて4気筒）にGTの称号を与えるなど、おおむね各メーカーのスポーティーモデルのうち特に強力なエンジンを搭載し走行性能の優れたホットバージョンにGTの称号が与えられた。
このことにより、日本では純スポーツカーがごく限られた車種しかも比較的短命に終わった状況（ホンダ・S500 - S800、ダットサン・フェアレディ1500 - 2000、トヨタ・スポーツ800等）の中で、各モデルのGTグレードは、これに代わる準スポーツカー的位置を占めるようになった。
しかしながらGTグレードのほとんどのモデルがスポーツカー用あるいは準レース用ともいえる大口径キャブレターを装着した高圧縮有鉛ハイオク仕様エンジンであり、1973年から数次にわたって実施された排ガス規制を通過するには厳しい状況であった。このため圧縮を下げたり、カムプロフィールをマイルドなものにしたり、排気ガス還元装置を装着したりレギュラーガソリン仕様とするなどカタログ数値以上の大幅なパワーダウンを余儀なくされた。
その後、難題であった当時の排ガス規制対策を全ての自動車企業が達成し、電子制御燃料噴射型のエンジンが新車の主流となる1980年前後から排ガス対策以前のかつてのパワーを取り戻すため、また市場のモアパワー（性能・馬力向上）を望む顕著なトレンドを背景に、急速にDOHC、4バルブDOHC、DOHCターボ、4バルブDOHCターボ、ロータリーターボなどの新世代高性能エンジンの開発が進み、またそれらに見合うサスペンション等も改善され、日本に戦後初めてハイパフォーマンスカー百花繚乱の時代が訪れることとなった。かつてのやや曖昧ではあったものの日本国内における“GT”の定義づけは、高い走行性能を有する、走りに力点が置かれたモデルという共通認識は存在するものの、やや変容し拡大を見せながら今日に至っている。
現代の日本車における「GT」グレードを持つ車両は、高出力（専用、大排気量もしくはターボチャージャー付き）エンジン、専用のサスペンションセッティング、専用エアロパーツの装着など、その車両のアッパーグレード（各モデルの象徴的グレード）であることが多い。中には、ボディ剛性を特に向上させたもの、ステアリングラックのギア比を変更したもの、幅広タイヤを履くために専用のボディパネルを持つものもある。「GT」グレードではないが、かつては日産・セドリック／グロリアのスポーティモデルとして「グランツーリスモ」というグレードが設定され、両車種の象徴となった。